# أولغا نوفو
أولغا نوفو (بالغاليسية: Olga Novo)‏ هي كاتِبة ورسامة وشاعرة إسبانية، ولدت في 29 يناير 1975 في Vilarmao ‏ في إسبانيا.